# Monumento a James A. Garfield
El Monumento a James A. Garfield se levanta en los jardines del Capitolio de los Estados Unidos en el ovalo en la Primera Calle, S.W. y la avenida Maryland en Washington D. C.. Es un monumento conmemorativo del presidente James A. Garfield, elegido en 1880 y asesinado en 1881, tras ejercer su cargo durante sólo cuatro meses, por una persona enajenada que consideraba que se le debía dar un cargo llamada Charles J. Guiteau.
El monumento, esculpido por John Quincy Adams Ward (1830–1910) y forjado por The Henry-Bonnard Co. de Nueva York, con un pedestal diseñado por Richard Morris Hunt, es un ejemplo extraordinario de monumento de las Beaux-Arts estadounidenses. Fue develada el 12 de mayo de 1887.  
Hoy se levanta como parte de un grupo de tres esculturas cerca del espejo de agua del Capitolio incluyendo el Monumento a la Paz y el Memorial de Ulysses S. Grant.
El memorial fue encargado en 1884 por la Sociedad del Ejército de Cumberland, de la que Garfield fue miembro. La Sociedad recolectó casi $28,000 para pagarle al escultor. Parte de esos fondos fueron recolectados en la Feria para el Monumento a Garfiel que se celebró en la rotonda del Capitolio y salón Nacional de las Estatuas en 1882. También en ese año, el Congreso aportó a la Sociedad $7,500 obtenidos de la venta de cañones. En 1884 se aportó $30,000 para el pedestal. El monumento fue incorporado a los jardines del Capitolio el 2 de enero de 1975.
El monumento incluye tres figuras alegóricas alrededor de la base representando tres periodos significativos en la vida de Garfield. El primero es el estudiante, evocando su vida como educador, la siguiente es el guerrero, conmemorando su servicio durante la guerra de secesión y el tercero es el político mostrando su vida como servidor público